# Seferovci (Srbac)
Pour les articles homonymes, voir Seferovci.
Seferovci (en serbe cyrillique : Сеферовци) est un village de Bosnie-Herzégovine. Il est situé dans la municipalité de Srbac et dans la république serbe de Bosnie. Selon les premiers résultats du recensement bosnien de 2013, il compte 245 habitants.

## Géographie
ما الانسان

## Démographie

### Évolution historique de la population dans la localité
| 1948 | 1953 | 1961 | 1971 | 1981 | 1991 | 2013 |
| ---- | ---- | ---- | ---- | ---- | ---- | ---- |
| 178  | 208  | 221  | 272  | 322  | 307, | 245  |

|  |